# Jiří Machalický
Jiří Machalický (* 16. května 1952, Praha) je český teoretik výtvarného umění, kurátor, výtvarný kritik, publicista a spisovatel.

## Život
V letech 1978–1983 studoval dějiny umění na Filozofické fakultě Univerzity Karlovy. V roce 1985 získal na Karlově univerzitě doktorát filozofie.
Od roku 1977 pracoval v Národní galerii, nejdříve jako správce depozitáře Grafické sbírky, od roku 1983 jako odborný pracovník oddělení kresby a později oddělení grafiky. Mezi léty 1994 a 1997 byl nejdřív pověřeným ředitelem, pak ředitelem Grafické sbírky Národní galerie, pak jejím kurátorem do roku 2000.
Od roku 2001 do roku 2013 byl kurátorem pražského Muzea Kampa – Nadace Jana a Medy Mládkových. Spolupracuje s Galerií hl. m. Prahy, Domem umění v Brně, Ostdeutsche Galerie v Regensburgu. Od září 2009 do roku 2017 byl hlavním kurátorem pražské Galerie NoD. Externě přednášel na Vysoké škole uměleckoprůmyslové v Praze a na Západočeské univerzitě v Plzni (2008) o českém umění druhé poloviny 20. století.
Má za sebou četné publikace o moderním a současném umění a uspořádal přes 160 výstav doma i v zahraničí (Praha, Brno, Ostrava, Liberec, Klatovy a další česká města, Řím, Berlín, New York, Paříž, Vídeň, Helsinky, Moskva, Orvieto, Oderzo, Lublaň,...). V pražské Národní galerii uskutečnil řadu výstav a v souvislosti s nimi vydal několik publikací – knih a katalogů (Jan Kotík, Jiří Kolář, Česká grafika 60. let, Adéla Matasová, Česká koláž – tuto výstavu zopakoval také v Národní galerii v Římě, atd.)
V Muzeu Kampa uskutečnil například výstavu Mateje Kréna, Práce na papíře ze sbírek Jana a Medy Mládkových, výstavu Theodora Pištěka, Karla Malicha a Zdeňka Sýkory ( s H. P. Riesem), Běly Kolářové, Jiřího Koláře, Vladislava Mirvalda, skupiny Šmidrů ad. V Českém muzeu výtvarných umění výstavu Radka Kratiny (spolu s Janem Sekerou), v Galerii hlavního města Prahy výstavu Prostor pro intuici a Práce na papíře ze sbírky Jana a Medy Mládkových. V brněnském Domě umění uskutečnil výstavu Jana Kotíka a Dalibora Chatrného.
V Galerii NoD realizoval například výstavy Rozhraní, Ornament, Dokonalý svět, Světlo, stín a tma, Kurt Gebauer, Robert Šalanda, Marek Meduna – Artefakty, Josef Žáček, Margita Titlová – Ylovsky, Vladimír Merta a další.
Spolupracuje také s Galerií Hollar, pro kterou například v Mánesu uskutečnil výstavu Česká grafika druhé poloviny 20. století. Napsal monografii Františka Hudečka, Ivana Kafky, s Galerií moderna vydal soupisný seznam grafiky Františka Grosse, je autorem i spoluautorem publikací o Jiřím Kolářovi, Eduardu Ovčáčkovi atd. Pravidelně píše pro Lidové noviny, Ateliér i další periodika, spolupracuje s Českým rozhlasem i Českou televizí (například s Artmixem).

## Výstavní činnost
Specializoval se na české a italské umění 20. a 21. století – malba, kresba, grafika, sochařství, konceptuální tvorba. Samostatně realizoval více než 140 výstav (příprava jejich koncepce, katalogů, publikací, instalací, tiskových konferencí a vernisáží). Byl přizván k řadě projektů, na nichž se podílelo víc historiků umění.

### Výběr z výstav
1985 Josef Hampl, Juniorklub, Praha
1988 Josef Hampl, Šité kresby, Na bidýlku, Brno
1989 Jiří Kornatovský, kresby, grafika, obrazy, Galerie mladých, Praha
1990 Grafická škola Ladislava Čepeláka, Mánes, Praha
Daisy Mrázková, Galerie Vincence Kramáře, Praha
Mezinárodní bienále grafiky, Lublaň (Slovinsko)
1992 Vysočanský okruh Vladimíra Boudníka, Grafická sbírka NG v Praze
Nach Mitternacht, Autonomes Cultur Centrum, Weimar
1993 Mezinárodní bienále grafiky (česká kolekce), Ljubljana
Josef Hampl – bilance, Nová síň
Pět osobností (Šimotová, Boštík, Malich, Kafka, Kolíbal), Česká galerie, Praha
Ivan Ouhel, Česká galerie, Praha
1994 Česká grafika šedesátých let, Palác Kinských, Grafická sbírka NG v Praze
Achille Perilli, Palác Kinských, Grafická sbírka Národní galerie
Skupina 42, Galerie Hollar, Praha
Zdenka Braunerová, Galerie Hollar, Praha
Jaroslava Severová, Kulturní centrum ČR, Berlín
Max Švabinský – grafika, Galerie Hollar, Praha
1996 Jan Kotík – kresby, koláže, .., Grafická sbírka NG v Praze
1996 Biennale di incisioni (Česká grafika posledních desetiletí), Oderzo (Itálie)
Sursum, Galerie Hollar, Praha
1997 Jan Kotík, Dům umění, Brno
Adéla Matasová – zastavení v čase, Grafická sbírka NG v Praze
Česká koláž, Grafická sbírka NG v Praze
Česká koláž, Dům umění Ostrava
O kresbě – SVU Mánes, Mánes Praha
Umění koláže, Galerie výtvarného umění, Litoměřice
Pavel Opočenský, Česká centra
1998 Jiří Kolář e il Collage Ceco, Galleria Nazionale, Roma
Světla – stíny – odlesky (Šíma, Boštík, Šimotová, Kratina, …), Muzeum Kroměřížska, Kroměříž
Pocta Janu Bauchovi (s Evou Petrovou), Mánes, Praha
Daisy Mrázková, GVU Karlovy Vary
Karel Nepraš, Jan Steklík, Galerie Ještěr, Česká Třebová
Jan Steklík, Galerie pod radnicí, Ústí nad Orlicí
Skupina 42, Galerie hl. m. Prahy, Městské knihovna (s Evou Petrovou Toyen, Galerie Vltavín, Praha
Radek Kratina, Lubomír Přibyl, IPB Praha
1999 Mezinárodní bienále grafiky, Lublaň
Příběhy Jiřího Koláře (s Janem Rousem, Josefem Hlaváčkem, ..), Sbírka moderního a současného umění, Národní galerie v Praze, Veletržní palác
Josef Hampl – šité koláže, Galerie F. Jeneweina, Kutná Hora
Ladislav Novák, Muzeum moderního umění, Orvieto
Cesta na jih (s Josefem Kroutvorem a kol.), Obecní dům, Praha
Idea con variazioni – Radek Kratina, retrospektiva (s Janem Sekerou), České muzeum výtvarných umění Praha
Alina Szapocznikow (hl. kurátor Janina Ladnowska), České muzeum výtvarných umění v Praze
Kódy a znamení (s Claudine Končinskou), České muzeum výtvarných umění v Praze
Naděžda Plíšková, Galerie Gambit, Praha
Eduard Ovčáček, Galerie Jiřího a Běly Kolářových, Praha
Josef Šíma, Galerie Vltavín, Praha
Radek Kratina, Oblastní galerie v Liberci
2000 Česká moderní grafika, Půlstoletí moderní grafické tvorby, Mánes Praha
Věra Janoušková, Mánes Praha
Stanislav Libenský, Galerie Aspekt, Brno
Forma 1 (1947 – 1951), (se Simonettou Lux), Jízdárna Pražského hradu (ve spolupráci s Galleria Comunale d´Arte Moderna e Contemporanea v Římě

Bohuslav Reynek, grafika, Galerie Vltavín
2002 Jiří Kolář sbíral…, Prácheňské muzeum v Písku
Sbírka Jiřího Koláře, České centrum, Paříž
Ladislav Čepelák, Grafické cykly, Galerie Hollar, Praha
Práce na papíře ze sbírky Jana a Medy Mládkových, Galerie hl. m. Prahy, Dům U kamenného zvonu, Praha

Václav Boštík – grafika, Galerie Aspekt, Brno
Jiří Kolář, Amos Anderson Museum, Helsinky
Běla Kolářová, Amos Anderson Museum, Helsinky
2004 Běla Kolářová, Galerie Montanelli, Praha
Radek Kratina, Variabily a monotypy, Galerie Montanelli, Praha
Matej Krén, Pasáž, Muzeum Kampa
2005 Česká koláž, Galerie Smečky, Praha
Miloš Šejn, Galerie města Saarbruecken
Roman Franta, Podivný svět, Cork vision Centre
Václav Bláha, Galerie Montanelli, Praha
Hugo Demartini, Objekty 60. let, Galerie Montanelli, Praha
Adéla Matasová, Meziprostory, Galerie Montanelli, Praha
Vnitřní a vnější emigrace – Jiří Kolář, Běla Kolářová, Radek Kratina,
Hugo Demartini, Sárská galerie , Berlín
Jitka a Květa Válovy, Galerie Montanelli, Praha
Václav Bláha, Sárská galerie, Berlín
František Hodonský, Od linořezu k dřevořezu, Galerie Hollar
Eduard Ovčáček, Oblastní galerie v Liberci
2006 Jan Koblasa – grafika, Galerie Hollar, Praha
Vnitřní a vnější emigrace – Jan Kotík, Jan Koblasa, Aleš Veselý, Theodor Pištěk, Bedřich Dlouhý, Saarlandische Galerie, Berlín
Podhoubí – Petr Závorka, Jakub Nepraš, Radim Labuda, Chika Sato, Lukáš Machalický, Linda Čihařová, Adam Stanko, Jakub Roztočil, Galerie Montanelli Praha
Česká grafika 60. let, Galerie Hollar, Praha
František Hudeček, Galerie hl. m. Prahy
Josef Hampl, Galerie Smečky, Praha
2007 Jiří Kolář, Muzeum současného umění, Moskva
Jiří Mrázek, Muzeum Kampa
Daisy Mrázková, Muzeum Kampa
2008 Běla Kolářová, Museum Kampa
Adéla Matasová, Museum Kampa
2009 Dalibor Chatrný, Provazem a magnetem, Muzeum Kampa
Pavla Aubrechtová a Vladimír Gebauer, Galerie Smečky, Praha
Stopy ohně, Galerie výtvarného umění Ostrava
Karel Malich a Zdeněk Sýkora, Linie a dráty – dialog, Museum Kampa, (s Hansem – Peterem Riesem)
Michal Cimala –. Všechny moje mikiny, Galerie NOD, Praha
Margita Titlová-Ylovsky – Galerie NoD Praha
2010 Rozhraní, Galerie NoD Praha
Absurdita?Groteska?Ironie?, Galerie NoD Praha
Václav Girsa – První sníh, Galerie NoD
2011 Citace a interpretace – Galerie NoD Praha
Absurdita? Groteska? Ironie? 2, Galerie NoD Praha
Světlo, stín a tma, Galerie NoD Praha
Skupina Obr. – Galerie NoD, Praha
Jiří Kolář, Městské muzeum Svitavy (ze sbírek Jana a medy Mládkových)
Věra Janoušková, Museum Kampa (ze sbírek Nadace Věry a Vladimíra Janouškových)
Marian Karel, Museum Kampa (s Jiřím Šetlíkem a Janem Sekerou)
Kandinskij – Kupka – Arnold Schönberg, Museum Kampa (s Dr. Meyerem – ředitelem Schönbergova centra ve Vídni
Česká koláž – ze sbírek Pražské plynárenské, Pražský dům, Brusel
Petr Písařík, Galerie NoD, Praha
Eduard Ovčáček, Muzeum Kampa, Praha
Recyklace, Galerie NoD, Praha
2014 Jiří Kolář, Museum Kampa, Praha
2015 Vladislav Mirvald, Museum Kampa, Praha
Šmidrové, Museum Kampa, Praha
Dalibor Chatrný Tak Teď Tu, Dům umění, Brno
2018 A View from V4, Art Thema Gallery, Brusel

## Publikace
1990 Grafická škola Ladislava Čepeláka, Mánes, Praha
1991, 1993, 1995, 1999 – Mezinárodní bienále grafiky, Lublaň
1991 Josef Šíma (monografie), Horizont, Praha
1994 Česká grafika šedesátých let, Národní galerie v Praze
1995 Encyklopedie českého výtvarného umění, Akademie věd ČR, Ústav dějin umění (35 hesel)
Jan Kotík, Národní galerie v Praze
1996 Il volto della grafica ceca, Editmaster, Oderzo (Itálie)
Česká grafika 20. století, SČUG Hollar a Česká pojišťovna, Praha
1998 Skupina 42, autorský kolektiv pod vedením Evy Petrové
Jiří Kolář, Galleria Nazionale, Řím
Il collage Ceco, Galleria Nazionale, Řím
Ladislav Novák, Carte alchemiche, Adriano Parise Editore
1999 Cesta na jih (s Josefem Kroutvorem ad.), Obecní dům, Praha
Příběhy Jiřího Koláře (S J. Rousem, J. Hlaváčkem , V. Karfíkem), Gallery a Národní galerie v Praze
2000 Idea con variazioni (Radek Kratina), s Janem Sekerou, České muzeum výtvarných umění, Praha
Česká grafika 60. let, kapitola pro Dějiny českého výtvarného umění, Academia, Praha
2001 Věra Janoušková, Galerie Aspekt, Brno
Stanislav Libenský – kresby, Galerie Aspekt, Brno
2003 Práce na papíře (sbírka Jana a Medy Mládkových), Muzeum Kampa, Praha
Jiří Kolář, Amos Anderson Museum, Helsinky, Museum Kampa, Praha
Běla Kolářová, Amos Anderson Museum, , Helsinky, Museum Kampa, Praha
Václav Boštík – grafika, Galerie Aspekt, Brno
2004 Matej Krén, Knižní příbytky, (s Danielou Hodrovou, Jiřím Fialou), Praha, Bratislava
2005 Eduard Ovčáček, (s Annou Strnadovou), Oblastní galerie v Liberci
Ateliéry (13 portrétů), Art Cz, Praha
2006 Eduard Ovčáček (monografie), (s Jiřím Valochem) Gallery, Praha
Ivan Kafka (monografie), Art D, Praha 2006
Josef Hampl, Gallery, Praha
2007 Jiří Kolář, Muzeum současného umění, Galerie Zurab, Moskva
Theodor Pištěk, Museum Kampa
Jiří Mrázek, Museum Kampa, Praha
Daisy Mrázková, Museum Kampa, Praha
2008 Běla Kolářová, Museum Kampa, Praha
Adéla Matasová, Gallery Praha
2009 Sbírky Muzea Kampa, Praha
Stopy ohně, Ostrava
František Gross – grafika, Galerie moderna, Praha
2010 Josef Źáček,.monografie, Galerie Aspekt Brno (s M. I. Jirousem)
Česká koláž, nakladatelství Gallery, Praha 2010
2011 František Hudeček, monografie, Galerie moderna, Praha
2014 Jiří Kolář – Collagen, Ostddeutsche Galerie, Regensburg
Jiří Kolář – Ze sbírky Musea Kampa, Museum Kampa
2015 Vladislav Mirvald, Museum Kampa – Nadace Jana a Medy Mládkových
Šmidrové, Museum Kampa – Nadace Jana a Medy Mládkových
Dalibor Chatrný – Tak Teď Tu, Dům umění, Brno 2015
2018 View from V4, Art Thema Gallery, Brusel
(české, maďarské, slovenské, polské současné umění)

## Spolupráce na filmech pro Českou televizi
- 1985 O grafické sbírce Národní galerie v Praze
- 1996 Jan Kotík (portrét umělce)
- 1998 – 1999 spolupráce na scénáři série 12 šedesátiminutových filmů o českém poválečném umění (režie Aleš Kisil)
- 2006 – Věra Janoušková – rozhovor, DVD pro Ústav umění a designu ZČU v Plzni